# Walter Fyrst
Walter Fyrst, född Fürst 6 juli 1901 i Kristiania (nuvarande Oslo), död där 22 februari 1993, var en norsk filmregissör och manusförfattare. Han ändrade sitt namn från Fürst till Fyrst 1940.

## Biografi
Fyrst var son till läkaren Valentin Fürst (1870–1961) och Margarethe Christiane Dedekam (1874–1957). Han växte upp i ett välbärgat hem som det äldsta av sex syskon. Efter examen artium på Kristiania handelsgymnasium studerade han vid universitet, men avbröt senare studierna. Därefter började han arbeta som reklamman och drev firman A/S Gatereklame och filmbolaget Fürst-Film. Fyrst räknas som en av pionjärerna i den norska filmbranschen. Han började med att regissera reklamfilmer från 1924 och 1927 regisserade han sin första spelfilm, Trollälgen, som följdes av kortfilmen Teddy paa biltur (1927), långfilmen Cafe X (1928) och kortfilmen Prinsessen som ingen kunne målbinde (1932). Åren 1927–1935 var han disponent vid Sporveis-Annonsene, 1935–1938 vid Nordisk Reklamebyrå och 1938–1940 vid tidskriften Farmand.
Genom Fedrelandslaget kom Fyrst i kontakt med Vidkun Quisling och Fyrst blev senare en av initiativtagarna till det politiska partiet Nasjonal Samling. Åren 1933–1934 var han dess propagandachef, men blev avsatt på grund av meningsskiljaktigheter. Han lämnade därefter partiet, men återkom som medlem 1941. Under en kort period därefter tjänstgjorde han i Den norske legions propagandaavdelning. På 1940-talet återvände han till filmen och regisserade bland annat propagandafilmerna Vi er Vidkun Quislings hirdmenn (1942) och Unge viljer (1943). År 1945 regisserade han filmen Bagateller for en sjømann som dock aldrig blev färdigställd.
Efter andra världskriget blev Fyrst dömd för landssvek. År 1948 startade han filmbolaget Fokus-Film och regisserade ett betydligt antal reklamfilmer. För sina insatser belönades han med utmärkelsen Annonsørens Oscar flera gånger. År 1955 regisserade han sin sista spelfilm, Hjem går vi ikke. Från mitten av 1960-talet gjorde han över 80 TV-program för NRK och på 1970-talet började han göra upplysningsfilmer på video. Han var även den första redaktören av Norsk Filmforbunds medlemsblad Rush-Print.
Han gav ut sin självbiografi Min stil 1981 på eget förlag.
Fyrst var gift första gången 1925–1929 med Ingeborg Kathinka Meyer Sewell (1902–1953) och andra gången med från 1934 med språkstenografen och översättaren Jytte Marstrand (1913–1990).

## Filmografi

### Regi
- 1927 – Trollälgen
- 1927 – Teddy paa biltur (kortfilm)
- 1928 – Cafe X
- 1932 – Prinsessen som ingen kunne målbinde (kortfilm)
- 1942 – Vi er Vidkun Quislings hirdmenn
- 1943 – Unge viljer
- 1944 – Brudekronen
- 1944 – Villmarkens lov
- 1955 – Hjem går vi ikke

### Manus
- 1928 – Cafe X
- 1932 – Deception (aldrig färdigställd film)[3]
- 1943 – Unge viljer
- 1944 – Brudekronen
- 1955 – Hjem går vi ikke